# 郑州地铁12号线
郑州地铁12号线是郑州地铁的一条线路。该线路一期工程自梁湖站至龙子湖东站，长16.538km，共11个站。一期工程于2023年12月20日11点58分开通试运营。

## 线路走向
郑州市轨道交通12号线一期工程位于管城区、经开区与郑东新区区域内，整体呈南北-东西的L型走向，起于经开区经开第三大街与南三环交叉口的梁湖站，该站与河西车辆段接轨，并远期规划与14号线换乘。线路沿经开第三大街向北，在航海东路路口南侧通过福塔东站与5号线呈T型换乘。线路继续向北，在穿越陇海铁路及陇海快速路后进入郑东新区，并沿黄河南路继续向北敷设，在商都路路口和金水东路路口南侧分别通过西周站和黄河南路站与3号线和1号线呈T型换乘。
线路在下穿熊儿河后转沿平安大道向东，在农业东路路口西侧通过儿童医院站与5号线换乘。线路继续向东沿平安大道敷设，到达东风渠之前线路北偏绕避东风渠跨河桥桥桩后，在平安大道与陈岗街路口通过高铁公园站与8号线L型换乘。之后线路继续向东，穿过京广高速铁路、徐兰高速铁路与东三环的高架桥桩后进入龙子湖高校园区。线路从望龙西桥北侧侧穿桥桩后转到平安大道继续向东，在明理路交叉口西侧通过龙子湖站与1号线T型换乘。出龙子湖站后向南偏绕避望龙东桥，下穿龙子湖后转到平安大道继续向东至平安大道与东四环交叉口设龙子湖东站，为一期工程终点站。
12号线一期工程全长约16.538km，均为地下线，设车站11座。

## 车站
12号线一期工程设车站11座，各站点如下:
| 郑州地铁12号线一期工程车站列表 |          |            |                  |                |              |                 |
| 编号                           | 站名     | 所在行政区 | 换乘             | 启用日期       | 结构类型     | 站中心里程 (km) |
| 1221                           | 梁湖     | 管城回族区 | █ 14号线（规划） | 2023年12月20日 | 地下二层岛式 | 6.338           |
| 1223                           | 福塔东   | 管城回族区 | █ 5号线          | 2023年12月20日 | 地下三层岛式 | 8.703           |
| 1225                           | 经北五路 | 管城回族区 |                  | 2023年12月20日 | 地下二层岛式 | 9.899           |
| 1227                           | 西周     | 管城回族区 | █ 3号线          | 2023年12月20日 | 地下三层岛式 | 11.699          |
| 1229                           | 黄河南路 | 金水区     | █ 1号线          | 2023年12月20日 | 地下三层岛式 | 13.383          |
| 1231                           | 儿童医院 | 金水区     | █ 5号线          | 2023年12月20日 | 地下四层岛式 | 15.084          |
| 1233                           | 东风东路 | 金水区     |                  | 2023年12月20日 | 地下二层岛式 | 16.296          |
| 1235                           | 高铁公园 | 金水区     | █ 8号线          | 2023年12月20日 | 地下二层岛式 | 18.107          |
| 1237                           | 龙子湖西 | 金水区     |                  | 2023年12月20日 | 地下二层岛式 | 19.732          |
| 1239                           | 龙子湖   | 金水区     | █ 1号线          | 2023年12月20日 | 地下三层岛式 | 21.384          |
| 1241                           | 龙子湖东 | 金水区     |                  | 2023年12月20日 | 地下二层岛式 | 22.965          |

### 换乘站
12号线目前有5座换乘站，可与1号线（两次换乘）、3号线、5号线（两次换乘）和8号线进行换乘。
现有换乘站
- 福塔东：与 █ 5号线换乘
- 西周：与 █ 3号线换乘。
- 黄河南路：与 █ 1号线换乘。
- 儿童医院：与 █ 5号线换乘。
- 高铁公园：与 █ 8号线换乘。
- 龙子湖：与 █ 1号线换乘。

## 附属设施
12号线规划新建河西车辆段一座车辆基地，控制中心与既有的郑州地铁线网控制中心共享，规划建设主变电所两座，为经开主变电所与郑信路主变电所。其中经开主变电所为于河西车辆段内靠近出入段线的位置，为11、12和14号线共享供电。郑信路主变电所选址定于龙子湖东站与郑信路站之间， 靠近1号线郑东车辆段北侧，为12和20号线共享供电。

## 历史

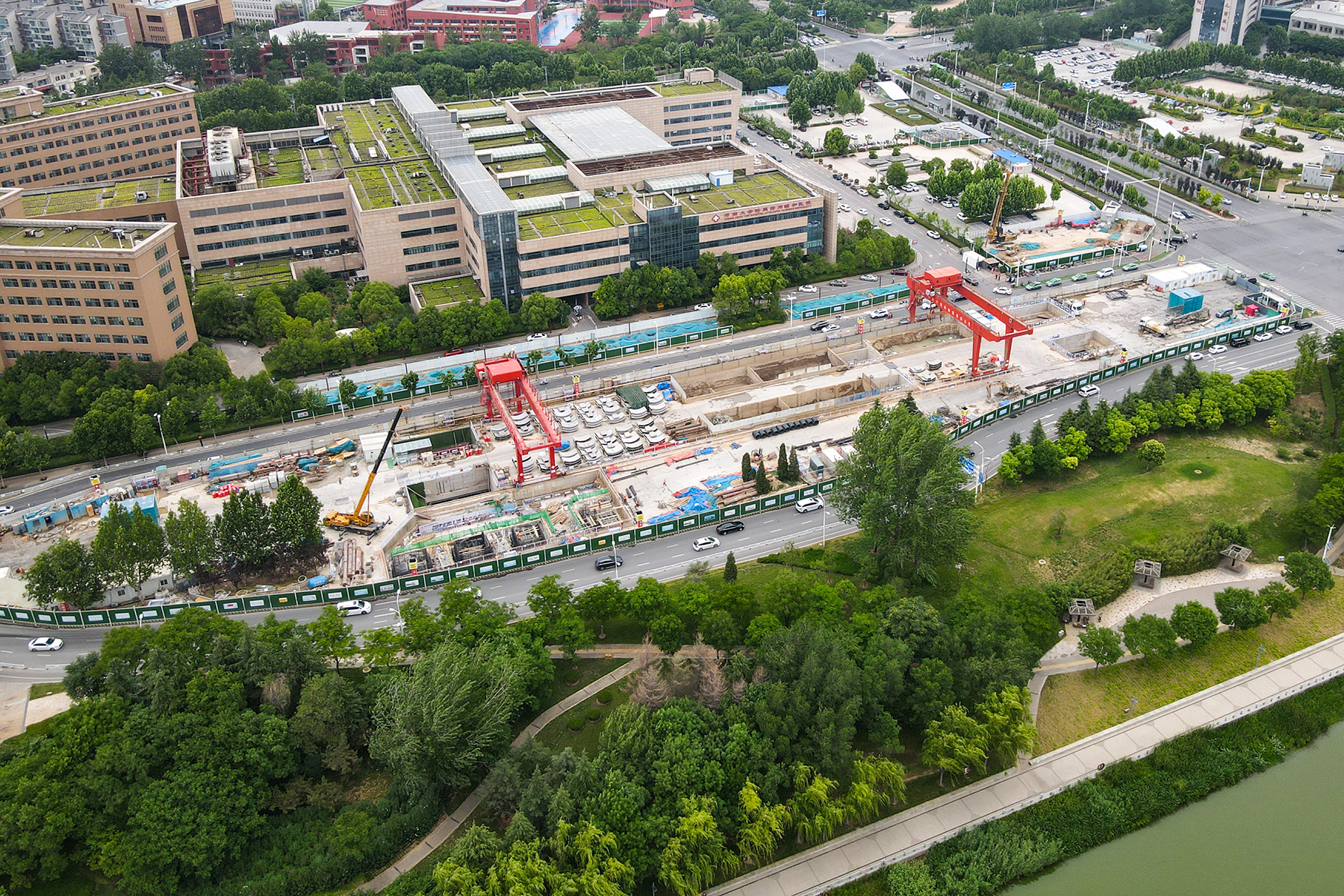
2022年5月，建设中的12号线儿童医院站

2016年3月，郑州市规划局公示“郑州市轨道交通线网规划修编（2015—2050）”。12号线在此修编中称“M8线”，定位为中心城加密线，由绿博北至祥瑞路，长度为32km，共设18座车站。
2019年3月29日，国家发改委批复“郑州市城市轨道交通第三期建设规划（2019-2024年）”，12号线一期工程获批。根据批复，12号线一期工程自郎庄站（圣佛寺站）至龙子湖东站，线路长17.2公里，设车站12座，投资119.85亿元，项目建设工期为4年。
2020年4月8日，郑州市发改委对外公示地铁12号线一期工程环境影响报告书。
2020年7月，根据郑州地铁集团出示的《关于郑州市轨道交通12号线一期工程梁湖西站站位取消的情况说明》显示，因《郑州市城市轨道交通线网规划》修编，郑州地铁14号线的规划变更，由原来沿经南八路敷设调整为沿南三环敷设，12号线与14号线的换乘站圣佛寺站的站位也由经开第三大街与经南八路交叉口调整为经开第三大街与南三环交叉口。因调整后圣佛寺站与北侧邻近的梁湖西站中心间距仅有750米，导致两站客流服务重叠，梁湖西站因而被取消。
2023年12月20日11时58分，12号线一期开通初期运营。

## 事故
2021年7月20日，12号线龙子湖西站在建工地受暴雨影响发生塌方事故，未造成人员伤亡。